# حلقه ویلیس
حلقه ویلیس یا حلقه شریانی ویلیس (به انگلیسی: Circle of willis) عبارت است از مجموعه سرخرگ‌هایی که در کف مغز به یکدیگر می‌پیوندند و حلقه‌ای را ایجاد می‌کنند که در خونرسانی کمکی مناطق مغزی به هنگام انسداد یکی از سرخرگ‌ها نقش دارد.

## اجزای حلقه ویلیس
حلقه ویلیس باعث ارتباط دستگاه کاروتید با دستگاه مهره ای-قاعده‌ای می‌گردد. شاخه‌های سرخرگ کاروتید داخلی، دستگاه کاروتید را ایجاد می‌کند که در خونرسانی به مناطق پیشین مغز نقش دارد. دستگاه مهره ای-قاعده‌ای وظیفه خونرسانی به قسمت‌های پشتی مغز را برعهده دارد و از سرخرگ‌های مهره‌ای و قاعده‌ای تشکیل می‌گردد.
اجزای حلقه ویلیس عبارتنداز:
- سرخرگ‌های کاروتید داخلی راست و چپ
- سرخرگ‌های مغزی پیشین (انشعاباتی از کاروتید داخلی) راست و چپ
- سرخرگ ارتباطی پیشین که دو سرخرگ مغزی پیشین را به یکدیگر متصل می‌کند
- سرخرگ‌های ارتباطی پشتی (شاخه‌هایی از کاروتید داخلی) راست و چپ
- سرخرگ‌های مغزی پشتی راست و چپ. دو سرخرگ مغزی پشتی از سرخرگ قاعده‌ای منشعب می‌گردند.

سرخرگ ارتباطی پشتی که شاخه‌ای از سرخرگ کاروتید داخلی است، در حلقه ویلیس به سرخرگ پشتی مغزی همان طرف می‌پیوندد؛ بنابراین حلقه ویلیس از اتصال دستگاه سبات با دستگاه مهره ای-قاعده‌ای ایجاد می‌شود. سرخرگ‌های مغزی میانی و قاعده‌ای از اجزای این حلقه نیستند.